# No Small Affair
No Small Affair (Brasil: Um Caso Muito Sério ) é um filme norte-americano de 1984, dos gêneros comédia dramática e comédia romântica, dirigido por Jerry Schatzberg e estrelado por Jon Cryer e Demi Moore. Este foi o primeiro filme de Jon Cryer, Jennifer Tilly e Tim Robbins.

## Sinopse
Charles Cummings é um fotógrafo amador de 16 anos que se apaixona por Laura, uma bela aspirante à cantora de rock de 22 anos. Para provar o seu amor, ele é capaz de tudo, o que gera muitas confusões.

## Elenco
- Jon Cryer - Charles Cummings
- Demi Moore - Laura Victor
- George Wendt - Jake
- Peter Frechette - Leonard Cummings
- E. G. Daily - Susan
- Ann Wedgeworth - Joan Cummings
- Jeffrey Tambor - Ken
- Tim Robbins - Nelson
- Hamilton Camp - Gus Sosnowski
- Scott Getlin - Scott
- Judith Baldwin - Stephanie
- Jennifer Tilly - Mona
- Kene Holliday - Walt Cronin
- Thomas Adams - Waiter
- Myles Berkowitz - John
- Tate Donovan - Bob
- Arthur Taxier - Bouncer

## Produção
No Small Affair entrou em produção originalmente em 1981, sob o diretor Martin Ritt, e planejava estrelar Matthew Broderick e Sally Field nos papéis principais. A produção foi encerrada em duas semanas, quando Ritt sofreu problemas de saúde. Mark Rydell foi considerado como um possível substituto para Ritt, mas a produção foi descartada. O produtor William Sackheim permaneceu comprometido com o projeto e os roteiristas Michael Leeson e Terence Mulcahy foram trazidos para fazer regravações (com Mulcahy recebendo crédito no roteiro com Craig Bolotin).
Em 1984, o filme foi reiniciado com o diretor Jerry Schatzberg e os papéis principais foram re-lançados com Jon Cryer e Ellen Barkin. Após um ensaio, Barkin foi substituída por Demi Moore.
Demi Moore e Jon Cryer tiveram um breve relacionamento quando filmaram juntos o filme. A informação foi revelada pelo site Page Six e faz parte do livro de memórias Inside Out de Moore: "Jon também se apaixonou por mim na vida real e perdeu a virgindade comigo enquanto estávamos fazendo o filme", ela também disse que, na época, vivia um momento muito conturbado e autodestruitivo, em que era dependente de drogas. Cryer desmentiu Moore sobre ter perdido a virgindade com ela, embora tenha dito que acha "totalmente justificado" a atriz chegar a essa conclusão com base no "nível de habilidade" dele "e no olhar atordoado no meu rosto na época". "Mas eu realmente perdi a minha virgindade no ensino médio", escreveu ele, em seu perfil no Twitter. Ele também disse, porém, que a atriz está certa na sua outra afirmação, de que ele estava completamente louco por ela durante um momento muito conturbado na vida da atriz, "Não tenho nada além de carinho por ela e não me arrependo". Cryer trabalhou ao lado do ex-marido de Moore, Ashton Kutcher em Two and a Half Men.

## Bilheteria
No Small Affair arrecadou pouco mais de US$ 4.9 milhões contra um orçamento de US$ 8.5 milhões, o que fez do filme um fracasso de bilheteria.

## Recepção crítica
No Small Affair recebeu uma resposta crítica mista. O filme tem 57% de aprovação no Rotten Tomatoes com base em sete críticas.